# Saccopteryx gymnura
Saccoptère à queue nue
Espèce
Statut de conservation UICN

 DD  : Données insuffisantes
Répartition géographique
Saccopteryx gymnura, qui a pour nom commun Saccoptère à queue nue, est une espèce sud-américaine de chauves-souris de la famille des Emballonuridae.

## Description
Saccopteryx gymnura est une petite chauve-souris, avec une longueur de tête et de corps entre 39 et 41 mm, une longueur d'avant-bras entre 33 et 35,3 mm (la plus petite de son espèce), une longueur de queue entre 9 et 14,5 mm, une longueur de pied entre 5,5 et 6 mm, la longueur des oreilles entre 11,5 et 13 mm et un poids jusqu'à 3,5 g.
La fourrure est douce, dense et s'étend sur les membranes des ailes jusqu'aux coudes et aux genoux. Les parties dorsales sont brun foncé avec deux bandes dorsales plus claires discrètes et souvent absentes s'étendant des épaules à la croupe, tandis que les parties ventrales sont légèrement plus pâles. Le museau est pointu, la lèvre supérieure dépassant légèrement la lèvre inférieure, les narines sont rapprochées, ouvertes frontalement et séparées par un sillon vertical. Les yeux sont relativement grands. Les oreilles sont courtes, étroites, bien séparées, arrondies, tournées vers l'arrière et avec un concave sur le bord extérieur juste en dessous de la pointe arrondie.
Le tragus est étroit, droit et arrondi à l'extrémité. Les membranes alaires sont noirâtres et attachées en arrière à la base des métatarses. Il existe un sac glandulaire entre l'avant-bras et le premier métacarpien avec l'ouverture antérieure, bien développée chez les mâles, plus rudimentaire chez les femelles. La queue est longue et dépasse de la membrane interfémorale environ la moitié de sa longueur. Le calcar est long.

## Répartition
Cette espèce est répandue au Guyana, au Suriname, en Guyane et dans l'état du Pará, au nord du Brésil.
Elle habite les forêts tropicales humides.

## Comportement

### Alimentation
Comme la plupart des chauves-souris, le Saccoptère à queue nue est nocturne et se nourrit uniquement d'insectes qu'il attrape en vol, tels que des coléoptères, des mouches, des papillons et des mites.